# 笹本正治
笹本 正治（ささもと しょうじ、1951年（昭和26年）12月19日 - ）は、日本の歴史学者。信州大学名誉教授。長野県立歴史館長。専攻は日本の中世史・近世史。

## 略歴
山梨県中巨摩郡敷島町神戸（現・甲斐市神戸）に生まれる。生家は林業を営む農家。
1974年（昭和49年）に信州大学人文学部を卒業する。卒論は戦国時代の甲斐国九一色郷における山の生業と、戦国大名としての武田氏の勢力について考察した「九一色郷特権の成立とその背景-戦国大名権力基盤の一考察-」。卒業後は長野県阿南高等学校教諭となる。信濃史学会に所属して山村史研究を行い、山梨県の富士川支流の早川入や、故郷敷島町域にあたる旧十二ヶ村の杣（そま）・大鋸（おが）制度を題材に、中世・近世における林業の多様性を指摘している。
1975年（昭和50年）に名古屋大学大学院文学研究科へ入学する。1977年（昭和52年）に博士課程前期課程を修了し、同助手となる。名大時代には鋳物師（いもじ）や大工など山の生業とも関係する商職人に着目した職人史研究にテーマを拡大し、同大学に所属していた網野善彦とも共同研究を行う。1984年（昭和59年）に信州大学助教授となり、1994年（平成6年）には教授となる。1997年（平成9年）に「真継家と近世の鋳物師」で名古屋大学文学博士。2009年（平成21年）に信州大学副学長、2016年（平成28年）4月1日から長野県立歴史館長。2022年、地域文化功労者表彰。

## 業績
- 笹本は自身の研究の出発点を山国である甲斐国を本国とした戦国大名武田氏が拡大領国を達成した理由の解明と位置づけ、以来山村史を主軸とした研究活動を行っており、林業をはじめ多様な山の生業に関する歴史や交通史、商職人史、金山史、音や場、芸能などを通しての信仰史、鋳物師、災害史、戦国大名と山の関わり、山城・山小屋を巡る軍事史など多岐にわたる。信仰史研究などの研究テーマは歴史学だけでなく、民俗学とも深く関わる。また、歴史学や民俗学は調査を行う地域から材料を収集するだけではなく地域に対して「恩返し」をするべきだとする考えを持ち、長野県や故郷旧敷島町の地域活性化などにも力を入れている｡
- 『長野県史』『富士吉田市史』『山梨県史』など自治体史の編纂事業にも携わっているほか、山梨県文化財保護審議会委員や山梨県立博物館の基本構想検討委員会委員や収蔵資料・情報の適否を審議する資料・情報委員会委員を務める。

## 著書

### 単著
- 『武田氏三代と信濃―信仰と統治の狭間で』（郷土出版社、1988年）
- 『戦国大名と職人』（吉川弘文館、1988年）ISBN 9784642026581
- 『戦国大名武田氏の信濃支配』（名著出版、1990年）
- 『中世の音・近世の音―鐘の音の結ぶ世界』（名著出版、1990年 / 講談社学術文庫、2008年)
- 『探訪・奈良井 奈良井氏がいた』（長野県木曽郡楢川村、1990年）
- 『辻の世界―歴史民俗学的考察』（名著出版、1991年）
- 『中世的世界から近世的世界へ―場・音・人をめぐって』（岩田書院、1993年）
- 『戦国大名武田氏の研究』（思文閣出版、1993年）
- 『蛇抜・異人・木霊―歴史災害と伝承』（岩田書院、1994年）
- 『堀の内中世居館跡をめぐって』（長野県上伊那郡辰野町教育委員会、1995年）
- 『真継家と近世の鋳物師』（思文閣出版、1996年）
- 『武田氏と御岳の鐘』（山梨日日新聞社出版局、1996年）
- 『中世の災害予兆―あの世からのメッセージ』（吉川弘文館〈歴史文化ライブラリー〉、1996年ISBN 9784642054034。オンデマンド版、2017年、ISBN 9784642754033 [3]）
- 『子供たちと学ぶ妻籠城―戦乱の中の妻籠』（南木曽町博物館、1997年）
- 『武田信玄―伝説的英雄像からの脱却』（中公新書、1997年）
- 『川中島合戦は二つあった―父が子に語る信濃の歴史』（信濃毎日新聞社、1998年）
- 『鳴動する中世―怪音と地鳴りの日本史』（朝日選書、2000年）
  - 『鳴動する中世』（吉川弘文館〈読みなおす日本史〉、2020年、ISBN 9784642071307[4]）
- 『戦国大名の日常生活―信虎・信玄・勝頼』（講談社選書メチエ、2000年）
  - 増補版『武田家三代―戦国大名の日常生活』（吉川弘文館〈読みなおす日本史〉、2025年、ISBN 9784642078061[5]）
- 『すばらしい松本―歴史と文化・歩いて再発見』（信濃毎日新聞社、2001年）、興膳禎嘉写真
- 『山に生きる―山村史の多様性を求めて』（岩田書院、2001年）
- 『日本の中世3―異郷を結ぶ商人と職人』（中央公論新社、2002年）
- 『災害文化史の研究』（高志書院、2003年）
- 『飯山風土記』（（財）飯山市振興公社、2003年）
- 『地域おこしと文化財』（ほおずき書籍、2004年）
- 『高遠風土記』（高遠町教育委員会、2004年）
- 『戦国大名と信濃の合戦』（一草舎、2005年）
- 『武田信玄―芳声天下に伝わり仁道寰中に鳴る』（ミネルヴァ書房〈ミネルヴァ日本評伝選〉、2005年）
- 『実録　戦国時代の民衆達』（一草舎、2006年）
- 『軍師山本勘助―語られた英雄像』（新人物往来社、2006年）
- 『善光寺の不思議と伝説―信仰の歴史とその魅力』（一草舎、2007年）
- 『天下凶事と水色変化―池の水が血に染まるとき』（高志書院、2007年）
- 『村上義清とその一族』（信毎書籍出版センター、2007年）
- 『戦国時代の諏訪信仰―失われた感性・習俗』（新典社新書、2008年）
- 『日本人の川と水への意識』（特定非営利活動法人・川の自然と文化研究所、2008年）
- 『武田信玄と松本平』（一草舎、2008年）
- 『真田氏三代―真田は日本一の兵』（ミネルヴァ書房〈ミネルヴァ日本評伝選〉、2009年）
- 『武田勝頼―日本にかくれなき弓取』（ミネルヴァ書房〈ミネルヴァ日本評伝選〉、2011年）
- 『武田・上杉・真田氏の合戦』（宮帯出版社、2011年）
- 『甲信の戦国史―武田氏と山の民の興亡』（ミネルヴァ書房、2016年）
- 『古地図で楽しむ信州』（風媒社、2019年）
- 『戦国時代は何を残したか』（信濃毎日新聞社、2020年）
- 『歴史のなかの音』（三弥井書店、2021年）
- 『土石流と水害』（高志書院、2022年）

### 編著
- 『天竜川の淵伝説―｢熊谷家伝記｣を中心に―』（建設省中部地方建設局天竜川上流工事事務所、1992年）
- 『天竜川の災害伝説』（建設省中部地方建設局天竜川上流工事事務所、1993年）
- 『天竜川の災害年表』（建設省中部地方建設局天竜川上流工事事務所、1993年）
- 『長野県の武田信玄伝説』（岩田書院、1996年）
- 『山梨県の武田氏伝説』（山梨日日新聞社、1996年）

### 監修・編集
- 『定本・武田信玄―21世紀の戦国大名論―』萩原三雄共編（高志書院、2002年）
- 『山をめぐる信州史の研究』（高志書院、2003年）
- 『信州 ふるさとのまつり』（ほおずき書籍、長野県商工会青年部、2004年）
- 『善光寺の中世』土本俊和共編（高志書院、2010年）
- 『山梨県の歴史 第2版』飯田文弥・秋山敬・齋藤康彦共著（山川出版社〈県史〉、2010年）

### 監修
- 坂城町教育委員会編『葛尾城を歩く』（長野県埴科郡坂城町教育委員会、1993年）
- 飯山市編『川中島合戦再考』（新人物往来社、2000年）
- いいやま博物館友の会編『奥信濃飯山発 火祭り―火祭文化考―』（ほおずき書籍、2002年）
- 飯山市編『修験道と飯山―修験道の里奥信濃小菅―』（ほおずき書籍、2003年）
- 飯山市編『山の恵み―奥信濃の自然と文化―』（ほおずき書籍、2004年）
- 長野県高遠町教育委員会編『再発見! 高遠石工』（ほおずき書籍、2005年）
- 坂城町編『村上義清と信濃村上氏 坂城町信濃村上氏フォーラム記念誌 』（信毎書籍出版センター、2006年）
- 坂城町編『村上義清とその一族』（信毎書籍出版センター、2007年）
- 『資料で読み解く真田一族』和根崎剛責任編集（郷土出版社、2016年）

## 出演
- 『ブラタモリ』第222回「善光寺」（2022年11月12日、NHK総合）